# Kościół św. Wawrzyńca w Luboměřu
Kościół św. Wawrzyńca (cz. Kostel sv. Vavřince) – zabytkowy, rzymskokatolicki kościół filialny, położony w czeskiej wsi Luboměř.

## Historia
Pierwsza wzmianka o kościele w Luboměřu pochodzi z 1394. W 1408 został opisany jako kościół drewniany z plebanią. W XVI służył protestantom, po wojnie trzydziestoletniej zwrócony katolikom. W 1775, 35 metrów na północ od starego kościoła, rozpoczęto budowę nowej świątyni. Nowy kościół ukończono w 1778, a w tym samym roku stary kościół zburzono. Pracami kierowała Antonia Frakštejnova wraz z synem Aloisem Emanuelem Závišem. Kościół wyremontowano w XIX wieku. 3 maja 1958 roku budynek wpisano do rejestru zabytków.

## Architektura i wyposażenie
Świątynia jednonawowa, późnobarokowa. Na wieży zawieszone są cztery dzwony o imionach: Cyryl i Metody, św. Wawrzyniec, św. Wacław oraz dzwon pogrzebowy. We wnętrzu kościoła znajdują się organy z 1919, wyremontowane w 2009.